# 3 avril
Pour les articles homonymes, voir Trois-Avril.
3 mars 3 mai
Chronologies thématiques
- Croisades
- Ferroviaires
- Sports
- Disney
- Anarchisme
- Catholicisme

Abréviations / Voir aussi
- (° 1852) = né en 1852
- († 1885) = mort en 1885
- a.s. = calendrier julien
- n.s. = calendrier grégorien
- Calendrier
- Calendrier perpétuel
- Liste de calendriers
- Naissances du jour

Le 3 avril est le 93e jour, moins souvent le 94e, de l'année du calendrier grégorien ; il en reste ensuite 272.
Son équivalent était généralement le 14e jour du mois de germinal dans le calendrier républicain / révolutionnaire français officiellement dénommé jour du hêtre.

## Événements

### XIesiècle
- 1043 : Édouard le Confesseur est couronné roi d'Angleterre.
- 1078 : abdication de l'empereur byzantin Michel VII Doukas.

### XIIesiècle
- 1127 : mariage de la future « Emperesse » Mathilde d'Angleterre avec Geoffroy V d'Anjou.

### XIIIesiècle
- 1214 : Jean sans Terre arrive à Limoges[1].

### XIVesiècle

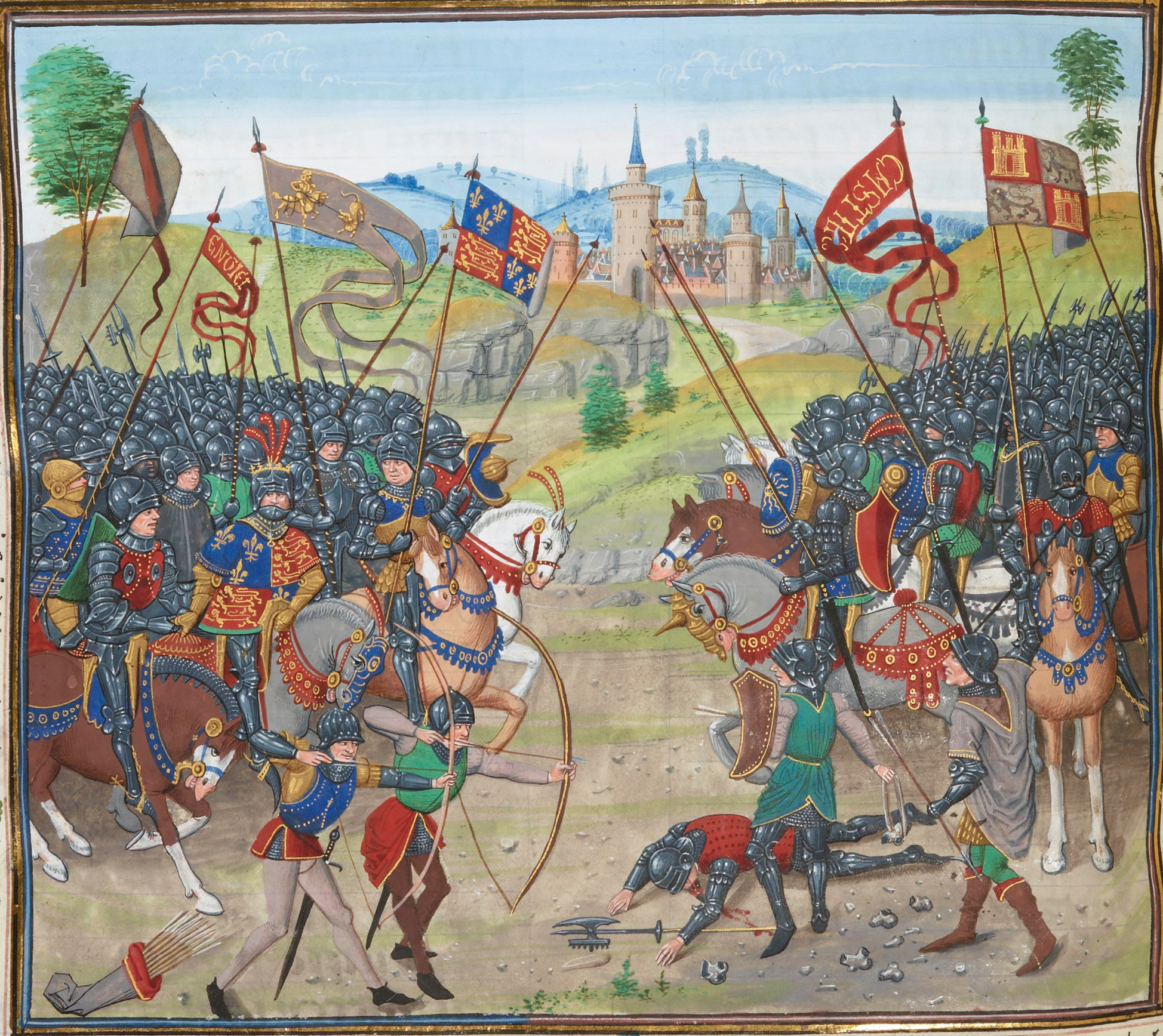
La bataille de Nájera

- 1367 : bataille de Nájera, victoire de Pierre le Cruel et du Prince Noir sur Henri de Trastamare.
- 1369 : apparition du tir sportif en France. En pleine guerre de Cent Ans, le roi Charles V promulgue une ordonnance qui interdit à ses sujets tous les jeux « qui n'ont point d'utilité pour exercer nos dits sujets au maniement des armes », sous peine d'une amende de quarante sous. En revanche, Charles V encourage la pratique du tir à l'arc ou à l'arbalète.

### XVIesiècle
- 1559 : signature du second traité du Cateau-Cambrésis.

### XVIIIesiècle
- 1782 : seconde bataille pour Gondelour.
- 1794 : deuxième audience du procès de Danton et des dantonistes devant le tribunal révolutionnaire[2].

### XIXesiècle
- 1814 : le Sénat vote la déchéance de Napoléon Ier.
- 1860 : apparition du Pony Express.
- 1882 : Robert Ford tue Jesse James.
- 1888 : premier des meurtres de Whitechapel.
- 1895 : début du procès d'Oscar Wilde.

### XXesiècle
- 1917 : Lénine rentre à Saint-Pétersbourg de son exil en Suisse.
- 1922 : Joseph Staline devient secrétaire général du Parti communiste de l'Union soviétique.
- 1948 : 
  - signature du plan Marshall par le président des États-Unis Harry S. Truman.
  - début du soulèvement de Jeju.
- 1974 : Super Outbreak au Canada et aux États-Unis.
- 1990 : 
  - Petar Mladenov est élu président de la République en Bulgarie.
  - Baudouin de Belgique est déclaré dans l'impossibilité de régner.
- 1991 : résolution 687 du Conseil de sécurité des Nations unies sur Irak & Koweït. Cette résolution impose à l'Irak d'accepter inconditionnellement la destruction [...] de toutes les armes chimiques, bactériologiques et biologiques [...] et de tous [...] les missiles balistiques d'une portée supérieure à 150 km.
- 1996 : Theodore Kaczynski est arrêté par le Federal Bureau of Investigation.
- 1997 : massacre de Thalit, pendant la guerre civile algérienne.

### XXIesiècle
- 2009 : fusillade de Binghamton.
- 2011 : Cissé Mariam Kaïdama Sidibé devient la première femme Premier ministre du Mali.
- 2016 : publication des Panama Papers.
- 2019 : des élections législatives ont lieu afin de renouveler l'ensemble des députés du Parlement national des Îles Salomon dans l'Océan Pacifique[3].

## Arts, culture et religion
- 1942 : publication du poème Liberté de Paul Éluard.
- 1976 : la 1re cérémonie des César, dite aussi Nuit des César (photo) — récompensant les films sortis en 1975, se déroule  au palais des congrès de Paris.
- 2010 : inauguration du Monument de la Renaissance africaine pour le cinquantenaire de l'indépendance sénégalaise à Dakar.
- 2021 : en Égypte, une grande parade marque le transfert de vingt-deux momies royales du musée égyptien du Caire vers le Musée national de la civilisation égyptienne[4].

## Sciences et techniques
- 1711 : découverte de l'île Clipperton par les navigateurs français Mathieu Martin de Chassiron et Michel Dubocage.
- 1914 : les deux chercheurs anglais Edouard Ardern et William Lockett présentent à la Société de chimie industrielle de Londres un compte rendu de leurs travaux intitulé Expériences sur l'oxydation des eaux d'égout sans intervention de filtres. Les résultats de ces recherches donnent naissance à la culture libre ou « boues activées », procédé utilisé depuis dans moult stations d'épuration.
- 1973 : Martin Cooper de Motorola passe le premier appel d'un téléphone mobile à l'un de ses confères de « la concurrence »[5].
- 2007 : sur la ligne à grande vitesse est-européenne, la SNCF fait rouler un TGV, conçu par la société française Alstom, à la vitesse de 574,8 km/h. Ce record s'inscrit dans le cadre du programme « V150 » visant à dépasser la vitesse de 150 m/s (soit 540 km/h).
- 2010 : sortie de l'iPad de 1re génération par Apple.
- 2017 :
  - annonce de la découverte d’une nouvelle pyramide sur le site de Dahchour ;
  - annonce de la découverte du premier poisson d'eau douce cavernicole d'Europe.

## Économie et société
- 1347 : un décret du roi de Bohême et futur Charles IV du Saint-Empire décide la construction de la « Nouvelle Ville » de Prague, la plus grande opération d'urbanisme du Moyen Âge[6].
- 1974 : début de l'éruption de tornades dite du « Super Outbreak », la pire en Amérique du Nord. Les 148 tornades ont fait 330 morts et 5 484 blessés, dans treize États américains, et l'extrême sud-ouest de l'Ontario au Canada.
- 2016 : le Consortium international pour le journalisme d'investigation divulgue des documents faisant état de la création et de la possession de sociétés écran par des individus tant célèbres qu’anonymes.

## Naissances

### XVIesiècle
- 1593 : George Herbert, poète anglais ( + 1er mars 1633).

### XVIIesiècle
- 1650 : James Grahme, homme politique et militaire britannique († 26 janvier 1729).
- 1683 : Mark Catesby, naturaliste britannique († 23 décembre 1749).
- 1693 / 1694 : George Edwards, naturaliste et ornithologue britannique († 23 juillet 1773).Washington Irving

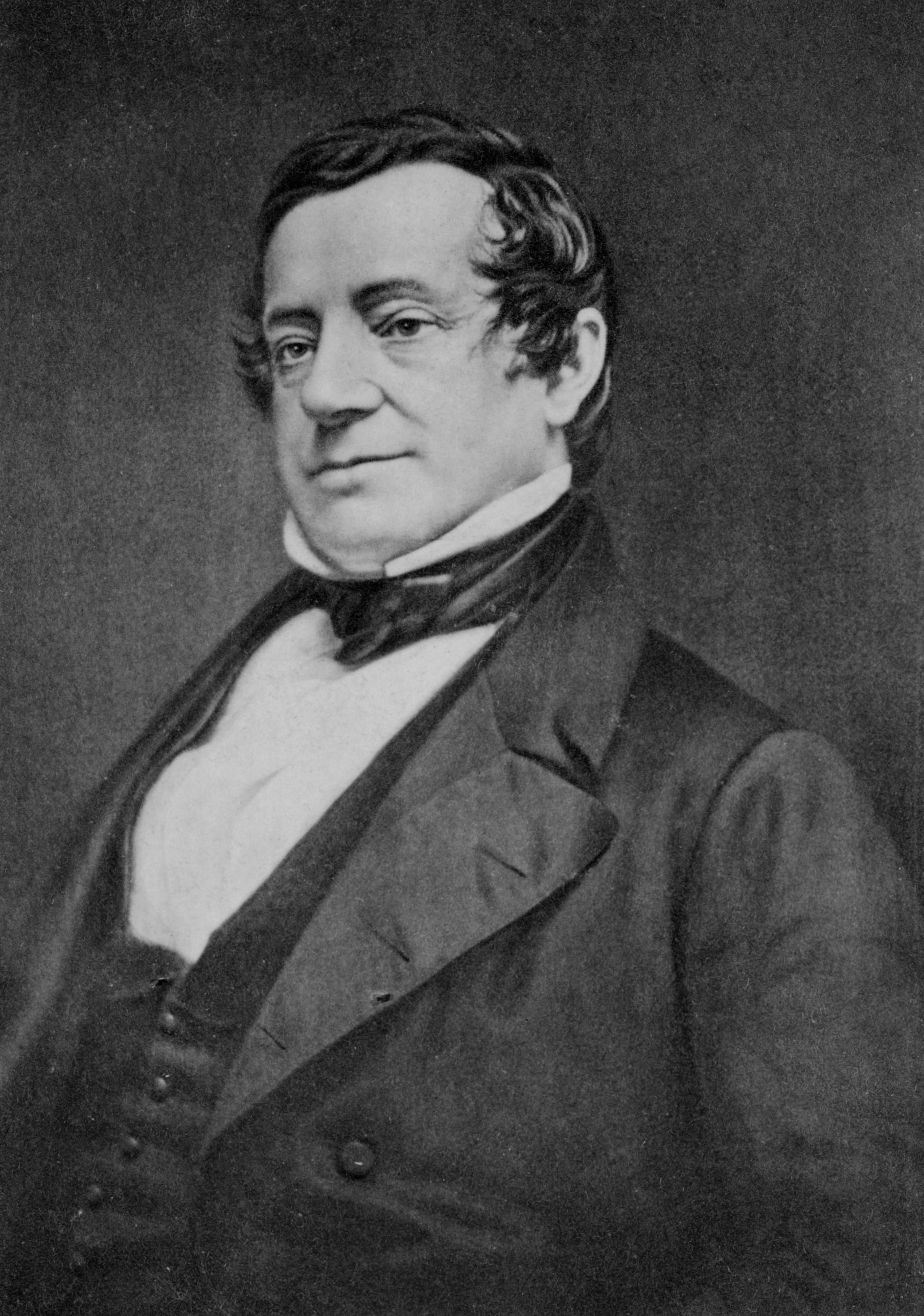
Washington Irving

### XVIIIesiècle
- 1715 : William Watson, physicien et botaniste britannique († 10 mai 1787).
- 1758 : André Grasset de Saint-Sauveur, fils, prêtre catholique français († 2 septembre 1792).
- 1783 : Washington Irving, romancier américain († 28 novembre 1859).

### XIXesiècle
- 1804 : Élisa de Gamond, femme peintre belge († 3 mars 1869).
- 1812 : Louise d'Orléans, première reine des Belges († 11 octobre 1850).
- 1815 : 
  - Henri Félix Emmanuel Philippoteaux, peintre d'histoire français († 8 novembre 1884).
  - Clotilde de Vaux, femme de lettres et inspiratrice d'Auguste Comte († 5 avril 1846).
- 1858 : Albert Samain, poète français († 18 août 1900).
- 1863 : Henry Van de Velde, peintre et architecte belge († 15 octobre 1957).
- 1873 : René de Castéra, compositeur français († 8 octobre 1955).
- 1875 : Mistinguett (Jeanne Florentine Bourgeois dite), artiste de music-hall française († 5 janvier 1956).
- 1881 : Alcide De Gasperi, homme politique italien († 19 août 1954).
- 1882 : Philippe Desranleau, prélat québécois († 28 mai 1952).
- 1885 :
  - Allan Dwan, réalisateur, scénariste et producteur américain († 28 décembre 1981).
  - Bud Fisher, bédéiste américain († 7 septembre 1954).
  - Marie-Victorin, religieux, botaniste et écrivain québécois († 15 juillet 1944).
- 1889 : Grigoraș Dinicu, violoniste et compositeur roumain († 28 mars 1949).
- 1893 : 
  - Leslie Howard, acteur et réalisateur britannique († 1er juin 1943).
  - Hans Riegel, homme d'affaires allemand († 31 mars 1945).
- 1895 : Mario Castelnuovo-Tedesco, compositeur italien († 16 mars 1968).
- 1898 : Michel de Ghelderode, dramaturge belge († 1er avril 1962).

### XXesiècle
- 1902 : Henry Garat, acteur français († 13 août 1959).
- 1905 : Anjela Duval, poétesse française de langue bretonne († 7 novembre 1981).
- 1907 : Isaac Deutscher, journaliste, écrivain et historien polonais († 19 août 1967).
- 1908 : Bruno Lüdke, tueur en série allemand († 26 avril 1944).
- 1912 : Dorothy Eden, romancière et nouvelliste d’origine néo-zélandaise († 4 mars 1982).
- 1913 : Per Borten, homme d'État norvégien, premier ministre de 1965 à 1971 († 20 janvier 2005).
- 1914 : Ray Getliffe, joueur de hockey sur glace canadien († 15 juin 2008).
- 1915 : Paul Touvier, haut-fonctionnaire et collaborationniste français († 17 juillet 1996).
- 1916 : 
  - Herb Caen, journaliste américain († 1er février 1997).
  - Louiguy (Louis Guillaume Guglielmi dit), compositeur musical français d'origine italienne († 4 avril 1991).
- 1918 : Louis Applebaum, compositeur canadien († 19 avril 2000).
- 1919 : Clairette Oddera, chanteuse et actrice québécoise d’origine française († 28 octobre 2008).
- 1920 : Nida Senff, nageuse néerlandaise, championne olympique († 27 juin 1995).
- 1921 :
  - Dario Moreno (David Arugete dit), chanteur d'opérettes, fantaisiste, acteur et danseur turc († 1er décembre 1968).
  - Jan Sterling, actrice américaine († 26 mars 2004).
- 1922 : Doris Day, actrice américaine († 13 mai 2019).
- 1924 :
  - Marlon Brando, acteur et réalisateur américain († 1er juillet 2004).
  - Max Havart, compositeur français († 2 août 2006).
- 1926 : Virgil Grissom, astronaute américain († 27 janvier 1967).
- 1928 :
  - Yves-Pascal Castel, prêtre catholique français et breton, chercheur docteur en histoire de l'art, auteur.
  - Don Gibson, compositeur-interprète américain de musique country († 17 novembre 2003).
  - Kevin Hagen, acteur américain († 9 juillet 2005).
  - Emmett Johns, prêtre catholique québécois, fondateur de l’organisme caritatif Dans la rue († 13 janvier 2018).
  - Earl Lloyd, premier joueur noir à disputer une rencontre de basket-ball en NBA († 26 février 2015).
- 1929 :
  - Fazlur Khan, architecte banglado-américain († 27 mai 1982).
  - Poul Schlüter, homme politique danois († 27 mai 2021).
- 1930 : Helmut Kohl, homme politique allemand, chancelier de la chute du mur de Berlin et de la réunification allemande († 16 juin 2017).
- 1931 : Dominique Paturel, comédien français et doublure vocale († 28 février 2022).
- 1932 : Élie Deworme, homme politique belge.
- 1934 : Jane Goodall, primatologue britannique.
- 1936 : Jimmy McGriff, organiste de jazz américain († 24 mai 2008).
- 1938 : Jeff Barry, compositeur, chanteur et réalisateur artistique américain.
- 1939 : François de Roubaix, musicien français († 21 novembre 1975).
- 1940 : Martin Ndayahoze, homme politique burundais († 30 avril 1972).
- 1941 : Eric Braeden, acteur américain.
- 1942 :
  - François Debré, journaliste et écrivain français, lauréat du prix Albert-Londres en 1977 († 14 septembre 2020).
  - Marsha Mason, actrice américaine.
  - Wayne Newton, chanteur américain.
  - Billy Joe Royal, chanteur américain († 6 octobre 2015).
- 1943 :
  - Mario Lavista, compositeur mexicain († 4 novembre 2021).
  - Richard Manuel, chanteur, compositeur et instrumentiste canadien († 4 mars 1986).
- 1944 :
  - Lamberto Bava, réalisateur italien.
  - Tony Orlando (en), chanteur américain du groupe Tony Orlando and Dawn (en).
- 1945 :
  - Bernard «Bernie» Parent, joueur de hockey sur glace québécois.
  - Gail Sherriff, joueuse de tennis française.
  - Catherine Spaak, actrice française
- 1946 :
  - Michel Batlle artiste peintre et sculpteur
  - Dee Murray, bassiste anglais († 15 janvier 1992).
  - Marisa Paredes, actrice espagnole.
- 1947 : Giuseppe Penone, artiste italien.
- 1948 :
  - Arlette Cousture, écrivaine québécoise.
  - Carlos Salinas de Gortari, président du Mexique.
  - Mary Gordon-Watson, cavalière britannique, championne olympique.
- 1949 : Michel Husson, statiticien et économiste français.
- 1951 :
  - Mel Schacher (en), bassiste américain du groupe Grand Funk Railroad.
  - Daniel Ceppi, auteur de bande dessinée suisse.
- 1952 : Vyacheslav Lemeshev, boxeur russe, champion olympique († 27 janvier 1996).
- 1956 : 
  - Miguel Bosé, acteur et chanteur hispano-italien.
  - Yordan Mitkov, haltérophile bulgare, champion olympique.
- 1957 : Yves Chaland, scénariste et dessinateur de bandes dessinées français († 18 juillet 1990).
- 1958 : Alec Baldwin, acteur américain.
- 1959 : David Hyde Pierce, acteur américain.
- 1960 : Marie Denise Pelletier, chanteuse québécoise.
- 1961 : 
  - Paul Balenza, homme politique de la République démocratique du Congo.
  - Eddie Murphy, acteur américain.
  - Angelo Mazzoni, épéiste italien, double champion olympique.
- 1962 : 
  - Grégoire Lascubé, joueur de rugby à XV français
  - Jennifer Rubin, actrice américaine.
  - Roberto Succo, tueur en série italien († 23 mai 1988).
  - Sophie Moressée-Pichot, épéiste française, championne olympique.
- 1963 : 
  - Childéric (Childéric Muller dit un temps), auteur-producteur et ancien animateur français de radio et de télévision (TV6) devenu homme politique bayrouïste élu à Marseille.
  - Bruno Sx, acteur de films pornographiques français.
- 1964 : Dimitri Bodianski, musicien français, saxophoniste et claviériste du groupe Indochine.
- 1966 : 
  - Valérie Allain, actrice française
  - Rémi Garde, footballeur puis entraîneur français.
  - Antoine Kaburahe, journaliste burundais.
- 1967 :
  - Brent Gilchrist, joueur de hockey sur glace canadien.
  - Timothée Rey, écrivain français.
- 1968 : 
  - Sebastian Bach, chanteur de heavy metal canadien.
  - Charlotte Coleman, actrice britannique († 14 novembre 2001).
  - Laird Hunt, écrivain américain.
- 1969 : Clotilde Courau, actrice française et princesse d'Italie par mariage.
- 1972 :
  - Emmanuel Adubango Ali, homme politique de la République démocratique du Congo.
  - Jennie Garth, actrice américaine.
  - Sandrine Testud, joueuse de tennis française.
- 1973 : Cédric Seguin, sabreur français, vice-champion olympique.
- 1974 : Virginijus Praškevičius, basketteur lituanien.
- 1975 : Michael Olowokandi, basketteur nigérian.
- 1977 : Véronique De Kock, actrice et mannequin belge.
- 1978 :
  - Tommy Haas, joueur de tennis allemand.
  - Benjamin Morgaine, animateur de télévision français.
  - John Smit, rugbyman sud-africain.
- 1979 : Grégoire (Grégoire Boissenot dit), chanteur français.
- 1980 :
  - Andy Goode, joueur de rugby anglais.
  - Mathieu Goubel, céiste français.
  - Dewi Sandra, chanteuse, actrice et mannequin indonésienne.
  - Luc-Arthur Vebobe, basketteur français.
  - Simon Watson, hockeyeur sur glace canadien.
- 1981 :
  - Jared Allen, joueur américain de foot américain.
  - Ryan Doumit, joueur de baseball américain.
  - Michel Léveillé, hockeyeur sur glace canadien.
  - DeShawn Stevenson, basketteur américain.
- 1982 :
  - Deny Bärtschi, hockeyeur sur glace suisse.
  - Deryk Engelland, hockeyeur sur glace canadien.
  - Mike Knoepfli, hockeyeur sur glace canado-suisse.
  - Ruben Schaken, footballeur néerlandais.
  - Cobie Smulders, actrice canadienne.
- 1983 :
  - Ludovic Butelle, footballeur français.
  - Yannick Caballero, joueur de rugby français.
  - Joseph Crabb, hockeyeur sur glace américain.
  - Ben Foster, footballeur britannique.
  - Carl Manu, joueur de rugby samoan.
  - Anay Tejeda, athlète de haies cubaine.
  - Stephen Weiss, joueur de hockey sur glace canadien.
- 1984 :
  - Jonathan Blondel, footballeur belge.
  - Bernard Brogan, joueur de football gaélique irlandais.
  - Mirianne Brûlé, actrice québécoise.
  - Selina Gasparin, biathlète suisse.
  - Maxi López, footballeur argentin.
  - Jean-Pierre Pérez, joueur de rugby français.
- 1985 :
  - Julien Bardy, joueur de rugby portugais.
  - Gerald Coleman, hockeyeur sur glace américaine.
  - Armintie Herrington, basketteuse américaine.
  - Dmytro Krivtsov, cycliste sur route ukrainien.
  - Jari-Matti Latvala, pilote de rallye finlandais.
  - Leona Lewis, chanteuse britannique.
- 1986 :
  - Stephanie Cox, footballeuse américaine.
  - Annalisa Cucinotta, cycliste sur route italienne.
  - Sytske de Groot, rameuse néerlandaise.
  - Ella Masar, footballeuse américaine.
  - Sergio Sánchez Ortega, footballeur espagnol.
- 1987 :
  - Jay Bruce, joueur de baseball américain.
  - Steve Downie, hockeyeur sur glace canadien.
  - Gary Hirsch, pilote automobile suisse.
  - Jason Kipnis, joueur de baseball américain.
  - Hillary Klimowicz, basketteuse américaine.
  - Martyn Rooney, athlète britannique.
  - Julián Simón, pilote de vitesse moto espagnol.
  - Rémi Stolz, joueur de rugby français.
  - Sal Zizzo, footballeur américain.
- 1988 :
  - Mitch Fadden, hockeyeur sur glace canadien.
  - Tim Krul, footballeur néerlandais.
  - Yannick Lesourd, athlète de sprint français.
  - Lorca Van De Putte, footballeuse belge.
- 1989 :
  - Romain Alessandrini, footballeur français.
  - T.J. Brennan, hockeyeur sur glace américain.
  - Israel Folau, joueur de rugby australien.
  - Zsuzsanna Jakabos, nageuse hongroise.
  - Camille Lopez, joueur de rugby français.
  - Iveta Luzumova, handballeuse tchèque.
  - Guillaume Namy, joueur de rugby français.
  - Michael Neal, hockeyeur sur glace canadien.
  - Michael Stephens, footballeur américain.
  - Antti Tyrväinen, hockeyeur sur glace finlandais.
- 1990 :
  - Karim Ansarifard, footballeur iranien.
  - Lee Hills, footballeur anglais.
  - Alfredo Mejía, footballeur hondurien.
  - Nekfeu (Ken Samaras dit), rappeur français.
  - Sotíris Nínis, footballeur grec.
  - Annika Schleu, pentathlonienne allemande.
  - Dorothea Wierer, biathlète italienne.
- 1991 :
  - Ibrahima Conté, footballeur guinéen.
  - Blair Evans, nageuse australienne.
  - Hayley Kiyoko, actrice et chanteuse américaine.
  - Abdoulaye Loum, basketteur français.
  - Iouri Ourytchev, hockeyeur sur glace russe († 7 septembre 2011).
- 1992 :
  - Simone Benedetti, footballeur italien.
  - Yuliya Efimova, nageuse russe.
  - Camille Rassinoux, handballeuse française.
- 1993 :
  - Janick Klausen, athlète de saut en hauteur danois.
  - Pape Moussa Konaté, footballeur sénégalais.
  - Kóstas Triantafyllópoulos, footballeur grec.
- 1994 :
  - Sebastián Canobra, footballeur uruguayen.
  - Josip Radošević, footballeur croate.
- 1995 : Adrien Rabiot, footballeur français.
- 1996 : 
  - Lee Chih-kai, gymnaste artistique taïwanais.
  - Ibrahima Conté, footballeur guinéen.
  - Fabián Ruiz, footballeur espagnol.
- 1998 : Paris Jackson, mannequin et actrice américaine.

## Décès

### Xesiècle
- 963 : Guillaume III, duc d'Aquitaine et comte de Poitiers (°C. 910).Le pape Honorius IV

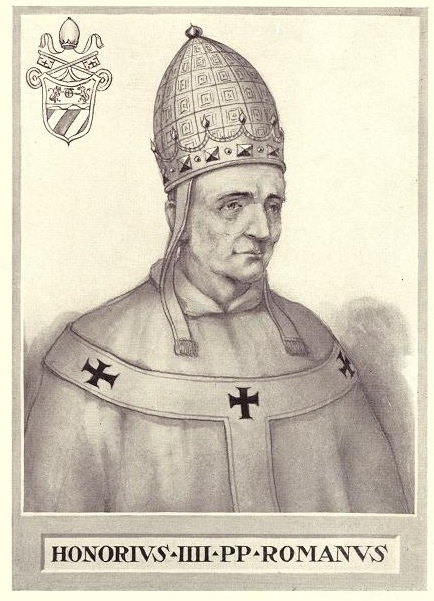
Le pape Honorius IV

### XIIIesiècle
- 1287 : Honorius IV, pape (°C.1210).

### XIVesiècle
- 1348 : Jean d'Aragon, duc d'Athènes et régent de Sicile. (° 1317).
- 1350 : Eudes IV, duc de Bourgogne (°C. 1295).

### XVIIesiècle

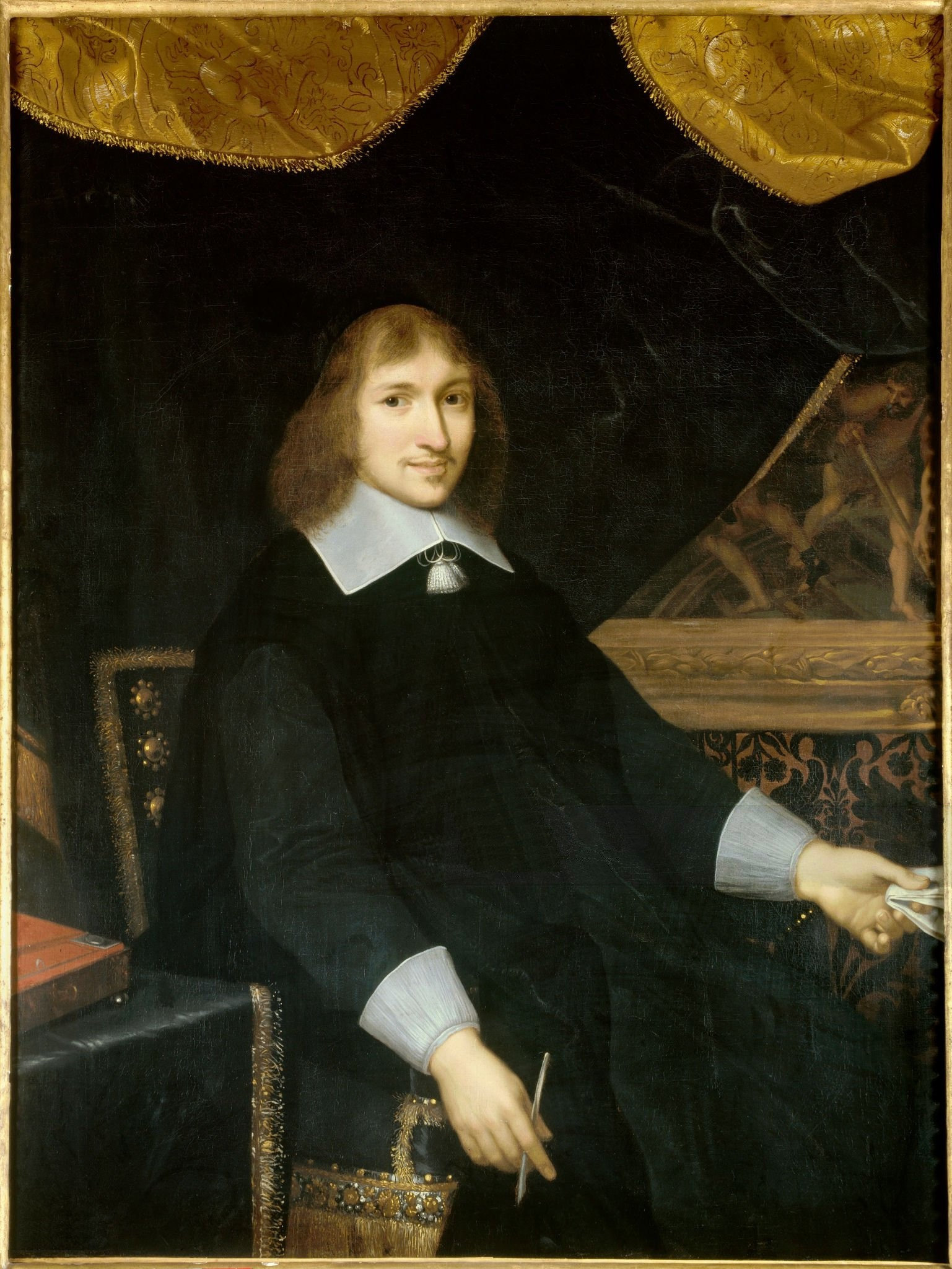
Portrait de Nicolas Fouquet par Charles Le Brun

- 1660 : Guy Autret de Missirien, écrivain français (°C. 1599).
- 1680 :
  - Nicolas Fouquet, surintendant des finances de Louis XIV (° 27 janvier 1615).
  - Shivaji, râja marathe (° 1630).
- 1682 : Bartolomé Esteban Murillo, peintre espagnol (° 1er janvier 1618).

### XVIIIesiècle
- 1717 : Jacques Ozanam, mathématicien français (° 1640).
- 1792 : John Montagu, amiral britannique (° 3 novembre 1718).

### XIXesiècle
- 1802 : Cornélie Wouters de Vassé, femme de lettres belge.Jesse James en 1882

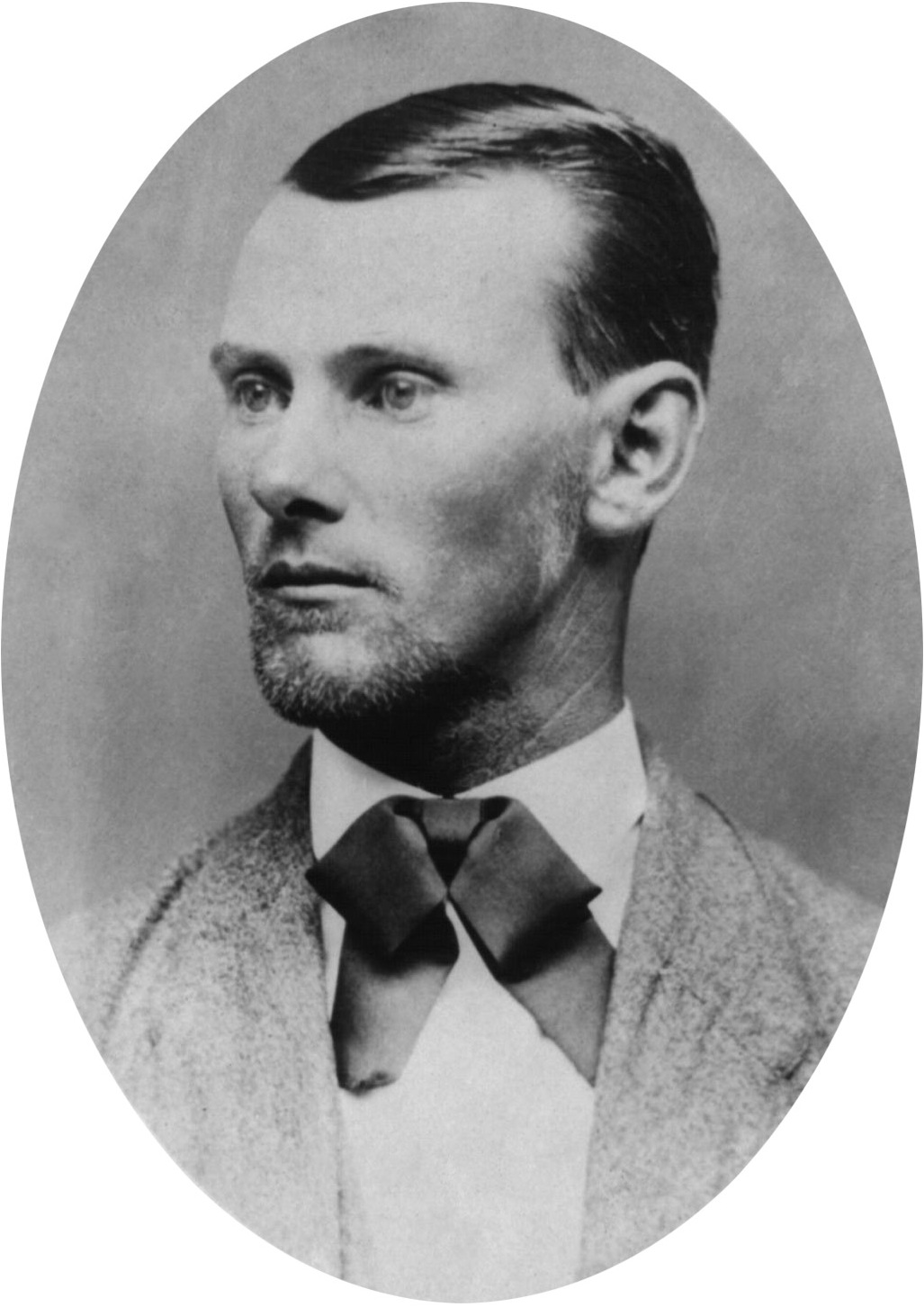
Jesse James en 1882

- 1827 : Ernst Chladni, physicien allemand (° 30 novembre 1756).
- 1849 : Juliusz Słowacki, poète polonais (° 4 septembre 1809).
- 1862 : James Clark Ross, explorateur britannique (° 15 avril 1800).
- 1868 : Franz Berwald, compositeur suédois (° 23 juillet 1796).
- 1879 : Olmar Kingsley, voltigeur équestre américain (° 1840).
- 1882 : Jesse James, hors-la-loi américain (° 5 septembre 1847).
- 1897 : Johannes Brahms, compositeur allemand (° 7 mai 1833).
- 1900 : Joseph Bertrand, mathématicien, historien des sciences et académicien français (° 11 mars 1822).

### XXesiècle
- 1930 : Emma Albani, artiste lyrique canadienne (° 1er novembre 1847).
- 1936 : Bruno Hauptmann, menuisier d’origine allemande condamné pour le meurtre du fils de Charles Lindbergh (° 26 novembre 1899).
- 1942 : Georges Truffaut, homme politique belge (° 22 décembre 1901).
- 1943 : Conrad Veidt, acteur allemand (° 22 janvier 1893).
- 1945 : Jean Burger, résistant français, militant communiste, fondateur du groupe de résistance « Mario » (°16 février 1907).
- 1950 : Kurt Weill, compositeur américain (° 2 mars 1900).
- 1953 : Jean Epstein, cinéaste français (° 25 mars 1897).
- 1954 : Aristides de Sousa Mendes, consul portugais, Juste parmi les nations (° 19 juillet 1885).
- 1964 : François-Joseph de Hohenzollern-Emden, prince allemand (° 30 août 1891).
- 1971 : Joseph Valachi, mafieux américain (° 22 septembre 1903).
- 1972 : Ferde Grofé, compositeur américain (° 27 mars 1892).
- 1975 : Mary Ure, actrice d’origine écossaise (° 18 février 1933).
- 1976 :
  - Claude-Henri Grignon, écrivain, journaliste et pamphlétaire québécois (° 8 juillet 1894).
  - Padre Max, prêtre catholique portugais, assassiné (° 1943).
- 1977 : Pierre-Marie Théas, prélat français (° 14 septembre 1894).
- 1978 : Ray Noble, chef d’orchestre, compositeur et arrangeur anglais (° 17 décembre 1903).
- 1982 : Warren Oates, acteur américain (° 5 juillet 1928).
- 1986 : Peter Pears, artiste lyrique britannique (° 22 juin 1910).
- 1987 : Robert Dalban, acteur français (° 19 juillet 1903).
- 1990 : Sarah Vaughan, chanteuse américaine (° 27 mars 1924).
- 1991 : Graham Greene, écrivain britannique (° 2 octobre 1904).
- 1994 : Jérôme Lejeune, médecin et militant anti-avortement français (° 13 juin 1926).
- 1996 :
  - Maurice Brasseur, homme politique français (° 15 juin 1909).
  - Ronald Brown, homme politique américain (° 1er août 1941).
  - Herk Harvey, réalisateur américain (° 3 juin 1924).
  - Jo Privat, accordéoniste français (° 15 avril 1919).
- 1997 : Sergueï Filatov, cavalier de dressage soviétique puis russe (° 25 septembre 1926).
- 1998 :
  - Mary Cartwright, mathématicienne britannique (° 17 décembre 1900).
  - Charles Lang, directeur de la photographie américain (° 27 mars 1901).
  - Leslie Smart, designer britannique (° 21 août 1921).
  - Alvin Tyler, saxophoniste américain (° 5 décembre 1925).
  - Wolf Vostell, peintre et sculpteur allemand (° 14 octobre 1932).
- 1999 :
  - Lionel Bart, compositeur et parolier britannique (° 1er août 1930).
  - Joe Cassano, rappeur italien (° 25 novembre 1973).
- 2000 : Terence McKenna, écrivain et philosophe américain (° 16 novembre 1946).

### XXIesiècle
- 2001 : 
  - William Michael Berry, homme de presse britannique (° 18 mai 1911).
  - Dominique Franceschi, footballeur français (° 10 mars 1921).
- 2002 : 
  - Roy Huggins, producteur, scénariste et réalisateur américain (° 18 juillet 1914).
  - Ernst Stojaspal, footballeur autrichien (° 14 janvier 1925).
- 2004 : Gabriella Ferri, chanteuse italienne (° 18 septembre 1942).
- 2005 : François Gérin, homme politique canadien (° 3 août 1944).
- 2006 : Genzō Murakami, écrivain japonais (° 14 mars 1910).
- 2008 : Rosita Salvador, chanteuse québécoise (° 29 janvier 1933).
- 2010 : Maurizio Mosca, journaliste et présentateur de télévision italien (° 24 juin 1940).
- 2011 : Joseph Pasteur, journaliste et présentateur de télévision français (° 17 octobre 1921).
- 2012 :
  - Danielle Bonel, actrice française (° 3 août 1919).
  - Richard Descoings, conseiller d'État français (° 23 juin 1958).
- 2014 : Régine Deforges, femme de lettres française jurée du prix Femina (° 15 août 1935).
- 2018 : Lill-Babs (Barbro Margareta Svensson dite), chanteuse suédoise (° 9 mars 1938).
- 2019 : 
  - Mabô Kouyaté, acteur français (° 1er septembre 1989).
  - Jean-Louis David, coiffeur et entrepreneur français (° 24 mars 1934).
- 2021 : Gloria Henry (Gloria Eileen McEniry dite), actrice américaine (° 2 avril 1923).
- 2022 : 
  - Yamina Bachir-Chouikh (° vers 1954).
  - Lygia Fagundes Telles (° en 1923).
- 2023 : 
  - Roberto Camagni, professeur d’économie urbaine italien (° 21 décembre 1946).
  - Nico Cirasola, acteur, metteur en scène et producteur de cinéma italien (° 29 mai 1951).
  - François Colcombet, magistrat, syndicaliste et homme politique français (° 1er septembre 1937).
  - Robert Dubuc, traducteur, terminologue, linguiste, auteur et professeur de traduction canadien (° 1930).
- 2024 : 
  - Albert Heath, batteur de jazz hard bop américain (° 31 mai 1935).
  - Vitus Huonder, prélat catholique et essayiste suisse (° 21 avril 1942).
  - Sandor Müller Smich, footballeur international puis entraîneur hongrois (° 21 septembre 1948).
  - Adrian Schiller, acteur britannique (° 21 février 1964).
  - Philippe Sellier, critique littéraire français (° 8 novembre 1931).
  - Vera Tschechowa,  actrice allemande (° 22 juillet 1940).
  - Notker Wolf, religieux et musicien allemand (° 21 juin 1940).

## Célébrations

### Religieuses
- Judaïsme : date possible en Israël, de fin de la semaine de fête des Azymes / Pessah (Pâque juive), comme en 2021.
- Bahaïsme : quatorzième jour du mois de la splendeur (bahá' بهاء) dans le calendrier badīʿ.
- Liturgie orthodoxe (chrétienne) : célébration de l'icône de Marie, Théotokos de l'immarcescible fleur (Nieouviadaemyi Tsviet).

### Saints des Églises chrétiennes

#### Saints des Églises catholiques et orthodoxes
Saints des Églises catholiques et orthodoxes :
- Jean de Naples († 430), évêque.
- Joseph l'Hymnographe († 886), moine et poète.
- Nicétas de Médicion († 824), abbé d'un monastère au mont Olympe de Bithynie.
- Sixte Ier († 125), 7e pape de 115 à 125, martyr.
- Urbice († IIIe siècle), 2e évêque de Clermont.
- Vulpien († 306), adolescent martyr à Tyr.

#### Saints et bienheureux des Églises catholiques
Saints et bienheureux des Églises catholiques :
- Conrad de Saxe († 1282), bienheureux franciscain martyr.
- Etienne de Hongrie († 1282), bienheureux franciscain martyr.
- Ézéchiel Huerta Gutiérrez (es) († 1927) et son frère Salvador, pères de familles et martyrs sous le gouvernement anticatholique de Plutarco Elías Calles.
- Gandolphe de Binasco (it) († 1260), bienheureux ermite franciscain à Polizzi Generosa.
- Jean de Penna († 1270),  bienheureux franciscain, un des premiers disciples de saint François d'Assise.
- Jean de Jésus Marie Otazua y Madariaga († 1937), trinitaire martyr à Mancha Real.
- Joseph Tuan († 1861), dominicain martyr à An Bai au Tonkin.
- Lorenzo Pak Chwi-deuk (pl) († 1799), martyr en Corée du Sud.
- Louis Scrosoppi († 1884), religieux italien fondateur des sœurs de la Divine Providence de saint Gaétan de Thiene.
- Maria Teresa Casini († 1937), bienheureuse religieuse italienne.
- Pierre-Édouard Dankowski (pl) († 1942), bienheureux prêtre polonais martyr à Auschwitz.
- Richard de Chichester († 1253), évêque de Chichester en Angleterre.
- Thurston Hunt († 1601), bienheureux prêtre, et Robert Middleton, bienheureux jésuite, martyrs anglais.

#### Saints orthodoxes
Saints orthodoxes du jour (aux dates parfois "juliennes" / orientales) :
- Paul le Russe († 1683), martyr.

### Prénoms du jour
Bonne fête aux Richard, ses variantes masculines : Dick, Ricard, Ricardo, Riccardo, Richie, Ritchie ; et leurs formes féminines : Richarde, Richardine, Ricarda, Riccarda.
Et aussi aux :
- Izuned et ses dérivés plus ou moins autant bretons : Idumet, Iduned, Idunet, etc.
- Nicétas et sa variante russe Nikita (voir les saint-Nicolas ou Colas et autres les 6 décembre etc.) ;
- Sixte et ses dérivés : Sixtina, Sixtine, Syxte, Xyste, etc.

## Traditions et superstitions

### Dictons
- « Comme est fait le 3, est fait le mois. »[9]
- « Le 3 avril, le coucou chante, mort ou vif. »[10]
- « S’il pleut le trois, il pleuvra tout le mois. »[11]
- « S’il vente bien fort le jour de la saint-Sixte, que cela dure tout le jour, le bois sera cher cette année. »[10]
- « Si les quatre premiers jours d’avril sont venteux, il y en aura pour quarante jours. »[10]

### Astrologie
- Signe du zodiaque : 14e jour du signe astrologique du Bélier.

## Toponymie
Les noms de plusieurs voies, places, sites ou édifices de pays ou de régions francophones contiennent cette date sous diverses graphies : voir Trois-Avril .